# پیلیاندالا
پیلیاندالا (به لاتین: Piliyandala) یک منطقهٔ مسکونی در سری‌لانکا است که در ناحیه کلمبو واقع شده‌است.